# Microvalgus unicarinatus
Microvalgus unicarinatus är en skalbaggsart som beskrevs av Moser 1913. Microvalgus unicarinatus ingår i släktet Microvalgus och familjen Cetoniidae. Inga underarter finns listade i Catalogue of Life.